# Movimento Marxista-Leninista di San Marino
Die Marxistisch-Leninistische Bewegung von San Marino (Italienisch Movimento Marxista-Leninista di San Marino) war eine maoistische Organisation in San Marino, die Anfang März 1968 von Dissidenten der Partito Comunista Sammarinese gegründet wurde. Durch Mandatsmitnahme war sie bis 1969 im Parlament von San Marino mit einem Abgeordneten (Giuseppe Fabbri) vertreten.
Die Organisation, später Partei Partito Comunista (Marxista-Leninista) di San Marino nahm ohne Erfolg an der Parlamentswahl 1969 teil (1,24 %), wodurch das einzige Parlamentsmandat verloren ging. Bei der Wahl 1974 erhielt die Partei nur noch 121 Stimmen (0,8 %).
Die Peking Rundschau veröffentlichte bis Mitte der 1970er Jahre Erklärungen, Stellungnahmen und Kondolenzschreiben der Organisation (anfangs von G. Fabbri), die bis dahin weitgehend der Politik der Kommunistischen Partei Chinas folgte.